# Children of Destiny
Children of Destiny er en amerikansk stumfilm fra 1920 af George Irving.

## Medvirkende
- Edith Hallor som Isabelle Hamlin / Rose Hamlin
- William Courtleigh som Richard Hamlin
- Arthur Edmund Carewe	som Di Varesi
- Emory Johnson	som Edwin Ford
- Frederick Garvin som Larry Steers